# Time Has Come (album)
Time Has Come – czwarty album francuskiego zespołu Dubians wydany w 2003 roku. Zawiera 14 utworów.

## Spis utworów
1. Mentality
2. Dema Come
3. Monster
4. Skandal
5. Wake Up
6. You Are a Soul
7. Nice with You
8. Bad Feelings
9. Wicked Man
10. Gaya
11. Dubality
12. Wake Up for a Dub
13. Skandal Dub
14. Conscious Dub